# Natalia Demtchenko
Natalia Demtchenko, también llamada Natasha en ocasiones, es una artista rusa, radicada en Ecuador, quien ha realizado trabajos elaborados en acrílico sobre tela en varios formatos.

## Biografía
Reside en Ecuador desde 1975. Está casada con el escultor ecuatoriano José Antonio Cauja, con quien tiene una hija llamada Tatiana. En 2011, Natalia Demtchenko expuso su gran galería en la Universidad Católica de Guayaquil, donde se pudo encontrar sus cuadros basados en la técnica de acrílico sobre lienzo, con la intención de representar sus gustos, sus vivencias y su entorno en la galería llamada "Espacio sagrado."

## Reconocimientos
- Premio Único del Salón Mujer Testimonio, 1999.
- Reconocimiento del Municipio de Guayaquil, 2000.[3]